# Suha, Irșava
Suha (în ucraineană Суха) este un sat în comuna Bronka din raionul Irșava, regiunea Transcarpatia, Ucraina.

## Demografie
Componența lingvistică a localității Suha
     Ucraineană (99,21%)
     Alte limbi (0,79%)
Conform recensământului din 2001, majoritatea populației localității Suha era vorbitoare de ucraineană (99,21%), existând în minoritate și vorbitori de alte limbi.